# 千禧十字

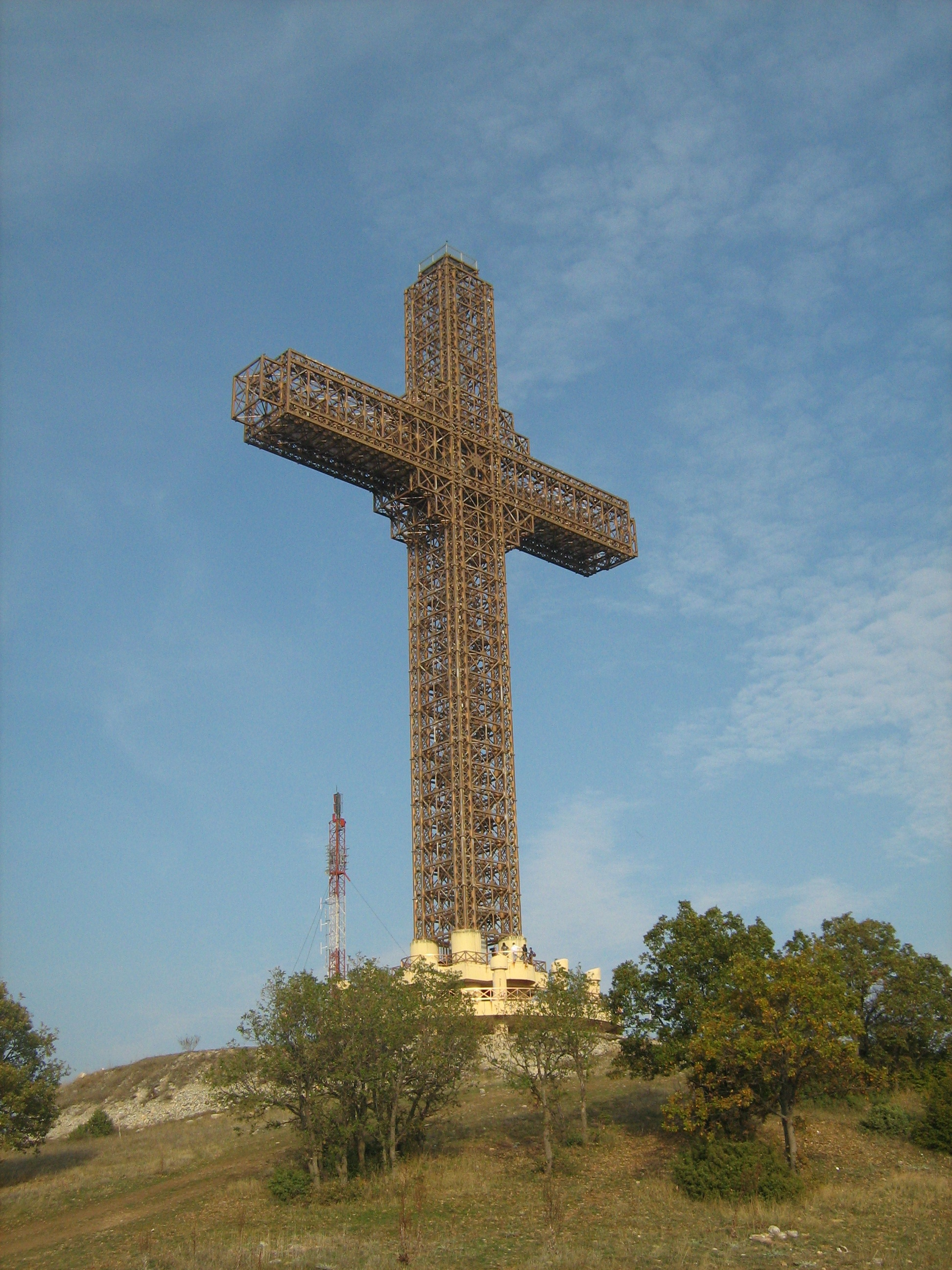
千禧十字

千禧十字是位於北馬其頓共和國首都斯科普里郊區的一個十字架構造物，高達66米。
千禧十字的豎立是為了紀念基督教誕生和傳播北馬其頓境内2000年。千禧十字於2000年開始建設。2008年9月8日原馬其頓共和国獨立日時，千禧十字內安裝了電梯。